# Hanwha
Hanwha Group — один из крупнейших южнокорейских конгломератов (чеболей), основанный в 1952 году в Сеуле. Основные интересы группы сосредоточены в оборонной и аэрокосмической продукции, страховании и финансах, нефтехимии и солнечной энергетике.
В списке крупнейших компаний мира Forbes Global 2000 за 2022 год группа заняла 708-е место, а в списке Fortune Global 500 оказалась на 306-м месте.

## История
Группа была основана в 1952 году как производитель взрывчатки, первоначально называлась Korea Explosives Co. С середины 1960-х годов доходы группа начала вкладывать в покупку других компаний. В 1964 году была куплена Shinhan Bearing Industrial Company, на основе которой начало развиваться машиностроительное подразделение. В 1966 году было начато производство поливинилхлорида и была куплена импортно-экспортная корпорация Taepyng Trading Corporation. В 1976 году была куплена финансовая компания Sungdo Securities Company, а головная компания группы разместила свои акции на Корейской фондовой бирже. В 1981 году основатель группы, Ким Джонхи, умер, его сменил старший сын Ким Сынъён. В 1980-х годах группа расширила свои интересы в такие отрасли, как отельная и жилая недвижимость, розничная торговля, нефтехимия, управление активами и другие финансовые услуги. На середину 1990-х годов группа вошла в десятку крупнейших чеболей страны. В 2002 году была проведена приватизация страховой компании Korea Life, и её контрольный пакет акций приобрела Hanwha Group (включая небоскрёб Юксам-билдинг, где размещалась штаб-квартира Korea Life).
В 2007 году была куплена американская компания AZDEL Inc. и построен завод в Чехии по производству автокомплектующих. Затем были куплены две компании по производству солнечных батерей, Solarfun Power Holdings в 2010 году и Q-Cells в 2012 году.
В 2012 году дочерняя компания Hanwha Engineering & Construction получила контракт стоимостью 7,8 млрд долларов на строительство города Бисмая в Ираке в 10 км от Багдада (Bismayah New City). Проект предусматривал строительство 60 кварталов 10-этажных домов в сумме на 100 тыс. квартир и всей необходимой инфраструктуры.

## Деятельность
Основные компании, входящие в группу по состоянию на 2021 год:
- Hanwha Corporation — основная компания группы; производство взрывчатых веществ (промышленная взрывчатка, фейерверки), добыча полезных ископаемых, нефтехимия, возрбновляемая энергетика, оборонная продукция, оборудование для производства полупроводниковых компонентов и дисплеев, роботы, логистика; выручка 3,39 млрд долларов.
- Hanwha Aerospace — основана в 1977 году; газотурбинные двигатели, комплектующие для авиапромышленности, ракетоносители; выручка 4,51 млрд долларов.
- Hanwha Defense — артиллерийские системы, бронетехника, системы ПВО, беспилотные наземные транспортные средства; выручка 1,22 млрд долларов.
- Hanwha Systems — основана в 1978 году; аэрокосмическая электроника (разведывательные и коммуникационные спутники), городская аэромобильность; выручка 1,39 млрд долларов.
- Hanwha Techwin — основана в 1990 году; системы видеонаблюдения; выручка 0,45 млрд долларов.
- Hanwha Precision Machinery — оборудование для производства полупроводниковых компонентов и дисплеев; выручка 301 млн долларов.
- Hanwha Power Systems — основана в 1977 году; компрессоры, газовые турбины, водородная энергетика; выручка 183 млн долларов.
- Hanwha Solutions — основана в 1965 году; нефтехимия (полиэтилен, поливинилхлорид и др.), солнечные батареи; выручка 7,79 млрд долларов.
- Hanwha Impact — низкоуглеродная энергетика; выручка 1,01 млрд долларов.
- Hanwha Total Petrochemical — основанное в 1988 году совместное предприятие с Total; нефтепереработка и нефтехимия (этилен, пропилен, бензин, дизельное топливо, сжиженный газ, растворители); выручка 5,73 млрд долларов.
- Yeochun NCC — основанное в 1999 году совместное предприятие с другой корейской группой Daelim; нефтехимия; выручка 3,34 млрд долларов.
- Hanwha Energy — основана в 2007 году; производство электроэнергии; выручка 1,06 млрд долларов.
- Hanwha Engineering & Construction — жилое и промышленное строительство; выручка 3,05 млрд долларов.

- Hanwha Life — основана в 1946 году как Korea Life; страхование жизни, ипотечное кредитование; выручка 14,55 млрд долларов, активы 117,2 млрд долларов.
- Hanwha General Insurance — основана в 1946 году; автострахование, ипотечное кредитование; выручка 6,62 млрд долларов, активы 17,9 млрд долларов.
- Hanwha Investment & Securities — основана в 1962 году; биржевой брокер, управление активами; выручка 2,29 млрд долларов, активы 10,3 млрд долларов.
- Hanwha Asset Management — основана в 1988 году; управление активами; выручка 97 млн долларов.
- Hanwha Savings Bank — сберегательный банк; выручка 52 млн долларов, активы 1,01 млрд долларов.

- Hanwha Hotels & Resorts — основана в 1979 году; отельно-курортный бизнес; выручка 373 млн долларов.